# Абрамов, Тихон Порфирьевич
Ти́хон Порфи́рьевич Абра́мов (3 [16] июня 1901 — 17 октября 1991) — советский офицер-танкист, участник Польского похода РККА (1939) и Великой Отечественной войны, Герой Советского Союза (1945). Генерал-майор танковых войск (1945).

## Служба в межвоенное время
Родился 3 (16) июня 1901 в селе Кацмазов Подольской губернии (ныне Жмеринский район Винницкой области, Украина). Украинец. Работал помощником машиниста паровоза.
В 1922 году вступил добровольцем в Красную Армию. В декабре 1922 года окончил 15-е Киевские пехотные командные курсы. С декабря 1922 года служил в 135-м стрелковом полку 45-й стрелковой дивизии Украинского военного округа: красноармеец команды конной разведки полка, с января 1923 — командир отделения конной разведки, с июня 1923 — помощник командира взвода конной разведки 135-го стрелкового полка 45-й стрелковой дивизии, с мая 1925 — командир взвода разведки. В ноябре 1925 года направлен на учёбу в Зиновьевскую кавалерийскую школу имени С. М. Будённого, которую окончил в 1928 году.
С сентября 1928 по сентябрь 1930 года командовал взводом 15-го кавалерийского полка 3-й кавалерийской дивизии Украинского военного округа (Бердичев). Затем военная судьба его сделала крутой поворот, красный командир Тихон Абрамов был переведён из кавалерии в бронетанковые войска и направлен учиться на Ленинградские бронетанковые курсы усовершенствования и переподготовки командного состава РККА имени тов. А. С. Бубнова.
По их окончании в июле 1931 года назначен помощником командира эскадрона 12-го автоброневого дивизиона УкрВО (Бердичев), в октябре 1931 стал врид командира танкового эскадрона автобронедивизиона там же, в декабре 1931 года переведён командиром танкового эскадрона 3-го механизированного полка 3-й кавалерийской дивизии. С марта 1936 помощник начальника штаба этого полка, а с апреля по ноябрь 1936 года временно исполнял должность начальника штаба полка. В ноябре 1936 года вернулся к командованию учебным эскадроном 3-го механизированного полка. Вступил в ВКП(б) в 1939 году. 
В период массовых репрессий в РККА помощник начальника штаба 3-го механизированного полка 3-й кавалерийской дивизии Киевского военного округа капитан Т. П. Абрамов 17 сентября 1937 года был уволен из армии и на следующий день — 18 сентября — арестован. Га следствии в НКВД виновным себя не признал. Был освобождён 14 апреля 1939 года при пересмотре части дел в отношении ряда репрессированных, и 13 июля 1939 года восстановлен в армии.
После освобождения и восстановления в РККА в июле 1939 года назначен помощником начальника штаба 29-го танкового полка 14-й кавалерийской дивизии Киевского Особого военного округа (дивизия дислоцировалась в Житомирской области). Участник похода РККА в Западную Украину в сентябре 1939 года. С августа 1940 года — начальник 1-й (оперативной) части штаба 405-го танкового полка 7-й моторизованной дивизии.

## Великая Отечественная война
В действующей армии на фронтах Великой Отечественной войны с июня 1941 года. С 25 августа 1941 года — начальник штаба 34-го мотоциклетного полка на Юго-Западном фронте. Участвовал в Львовско-Черновицкой и Киевской оборонительных операциях. В июле 1941 года был ранен и контужен, в октябре 1941 года — тяжело ранен. В строй вернулся только 5 июня 1942 года, будучи назначен начальником штаба 92-й танковой бригады. Бригада воевала в 31-й армии Калининского фронта (с конца июля — Западного фронта). Участвовал в Первой Ржевско-Сычёвской наступательной операции. В ноябре 1942 года стал заместителем командира этой бригады по строевой части, но практически сразу после назначения был уже в третий раз ранен.
После госпиталя направлен на учёбу. В 8 октябре 1943 года окончил Академические курсы при Военной академии механизации и моторизации РККА имени И. В. Сталина.
В октябре 1943 года назначен командиром 107-й танковой бригады в 16-м танковом корпусе 2-й танковой армии. За отличное выполнение заданий командования и выдающийся героизм личного состава бригада приказом Наркома обороны СССР от 20 ноября 1944 года получила гвардейское звание и стала именоваться 49-й гвардейской танковой бригадой. Воевал по главе бригады до Победы на 1-м Украинском, с конца февраля 1944 на 2-м Украинском, с июня 1944 на 1-м Белорусском фронтах. Участвовал в Корсунь-Шевченковской, Уманско-Ботошанской, Белорусской, Висло-Одерской, Восточно-Померанской и Берлинской наступательных операциях. В 2-й танковой армии полковник Т. П. Абрамов был известен как мастер вождения передовых отрядов. Много раз ему приходилось совершать дерзкие рейды по тылам противника.
Командир 49-й гвардейской танковой бригады (12-й гвардейский танковый корпус, 2-я гвардейская танковая армия, 1-й Белорусский фронт) гвардии полковник Т. П. Абрамов особенно отличился в ходе Висло-Одерской стратегической наступательной операции. 15 января 1945 года бригада под его командованием форсировала реку Пилица и заняла город Сохачев (Польша), где вела бои до подхода основных сил корпуса. 17 января форсировала реку Бзура и обеспечила переправу других соединений, затем успешно действовала бригада и в боях за Любень и Иновроцлав.
«За образцовое выполнение боевых заданий командования на фронте борьбы с немецко-фашистскими захватчиками и проявленные при этом отвагу и геройство» Указом Президиума Верховного Совета СССР от 6 апреля 1945 года гвардии полковнику Абрамову Тихону Порфирьевич присвоено звание Героя Советского Союза со вручением ордена Ленина и медали «Золотая Звезда».

## Послевоенная служба
После войны, с 16 июня 1945 года Т. Абрамов исполнял должность командира 71-й гвардейской тяжёлой танковой бригады 12-го гвардейского танкового корпуса (Прикарпатский военный округ). С августа 1945 — заместитель командира 9-й гвардейской танковой дивизии 2-й гвардейской танковой армии. С июня 1947 — заместитель командира 12-й механизированной дивизии 5-й гвардейской механизированной армии, с января 1950 — заместитель командира 29-й танковой дивизии этой армии. С 23 сентября 1950 по ноябрь 1951 — заместитель командира по бронетанковым и механизированным войскам 71-го стрелкового корпуса (Белорусский военный округ).
В 1952 году окончил Высшие академические курсов при Высшей военной академии им. К. Е. Ворошилова. С 20 ноября 1952 года — командующий бронетанковыми и механизированными войсками 39-й общевойсковой армии Забайкальского военного округа, с января 1954 года — помощник командующего этой армией. С августа 1955 года в распоряжении Главного управления кадров МО СССР. В октябре 1955 года генерал-майор танковых войск Т. П. Абрамов уволен в запас.
Жил в Москве. Умер 17 октября 1991 года в Москве. Похоронен на Митинском кладбище

## Воинские звания
- Капитан (24.01.1936)
- Майор (6.09.1940)
- Подполковник (25.02.1942)
- Полковник (30.11.1942)
- Генерал-майор танковых войск (11.07.1945)

## Награды
СССР
- Медаль «Золотая Звезда» Героя Советского Союза № 5770 (06.04.1945)
- Два ордена Ленина (№ 34775 06.04.1945; 06.11.1947)
- Четыре ордена Красного Знамени (15.01.1942; 28.03.1944; 03.11.1944; 30.04.1954)
- Орден Суворова II степени (17.05.1944)
- Орден Кутузова II степени (21.05.1945)
- Орден Отечественной войны I степени (11.03.1985)
- Орден Красной Звезды (30.03.1943)
- Медали

Иностранные награды
- Орден «Крест Грюнвальда» III степени (ПНР, 1946)
- Медаль «За Варшаву 1939—1945» (ПНР)
- Медаль «За Одер, Нейсе, Балтику» (ПНР)

## Память
- На могиле установлен надгробный памятник на Митинском кладбище Москвы.
- Имя воина увековечено в Главном Храме Вооружённых сил России, и навсегда запечатлено на мемориале «Дорога памяти» [3]